# Eodorcadion potaninellum
Eodorcadion potaninellum es una especie de escarabajo longicornio perteneciente al género Eodorcadion, categorizada en la tribu Dorcadionini, de la subfamilia Lamiinae. Fue descrita por Danilevsky y Lin en 2012.
El período de actividad en los ejemplares adultos se presenta durante el mes de agosto.

## Descripción
Mide 15,5-24,5 mm de longitud.

## Distribución
Se distribuye por Asia: en China.